# André-Louis Debierne

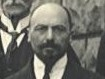
André-Louis Debierne

André-Louis Debierne (* 14. Juli 1874 in Paris; † 31. August 1949 ebenda) war ein französischer Chemiker und Hochschullehrer.
Von 1935 bis 1946 war er Professor in Paris und Direktor des dortigen Laboratoriums für Physik und Radioaktivität. Debierne befasste sich mit der technischen Gewinnung und Anreicherung radioaktiver Substanzen aus Uranerzen. 1899 entdeckte er in Pechblenderückständen das Element Actinium. 1902 isolierte er mit M. Curie das Radium. 1907 fand er die Actiniumemanation (219Radon) und wies Helium als dessen Zerfallsprodukt nach. Er bestimmte zudem die relative Atommasse des Radons.
Zu seinen Freunden zählten Pierre und Marie Curie, mit denen er zeitweise zusammenarbeitete.

## Schriften (Auswahl)
- Sur une nouvelle matière radio-active. In: Comptes rendus hebdomadaires des séances de l’Académie des sciences. Band 129, 1899, S. 593–595 (online).
- Sur un nouvel élément radio-actif: l’actinium. In: Comptes rendus hebdomadaires des séances de l’Académie des sciences. Band 130, 1900. S. 906–908 (online).
- Sur du baryum radio-actif artificiel. In: Comptes rendus hebdomadaires des séances de l’Académie des sciences. Band 131, 1900, S. 333–335 (online).
- Sur la radioactivité induite provoquée par les sels de radium. In: Comptes rendus hebdomadaires des séances de l’Académie des sciences. Band 132, 1901, S. 548–551 (online) – mit Pierre Curie.
- Sur la radioactivité induite et les gaz activés par le radium. In: Comptes rendus hebdomadaires des séances de l’Académie des sciences. Band 132, 1901, S. 768–770 (online) – mit Pierre Curie.
- Sur la radioactivité des sels de radium. In: Comptes rendus hebdomadaires des séances de l’Académie des sciences. Band 133, 1901, S. 276–279 (online) – mit Pierre Curie.
- Sur la radioactivité induite provoquée par les sels d’actinium. In: Comptes rendus hebdomadaires des séances de l’Académie des sciences. Band 136, 1903, S. 446–449 (online).
- Sur la production de la radioactivité induite par l’actinium. In: Comptes rendus hebdomadaires des séances de l’Académie des sciences. Band 136, 1903, S. 671–673 (online).
- Sur le radium métallique. In: Comptes rendus hebdomadaires des séances de l’Académie des sciences. Band 151, 1910, S. 523–525 (online) – mit Marie Curie.